# هرتا فیلر
هرتا فیلر (انگلیسی: Hertha Feiler؛ ۳ اوت ۱۹۱۶ – ۱ نوامبر ۱۹۷۰) یک هنرپیشه اهل اتریش بود.
از فیلم‌ها یا برنامه‌های تلویزیونی که وی در آن نقش داشته است می‌توان به رامبرانت و زنی در رود اشاره کرد.